# Proctoporus pachyurus
Proctoporus pachyurus är en ödleart som beskrevs av  Johann Jakob von Tschudi 1845. Proctoporus pachyurus ingår i släktet Proctoporus och familjen Gymnophthalmidae. Inga underarter finns listade i Catalogue of Life.
Arten förekommer i Anderna i Peru. Den vistas i regioner som ligger 2770 till 3800 meter över havet. Honor lägger ägg.